# Secesja (politologia)

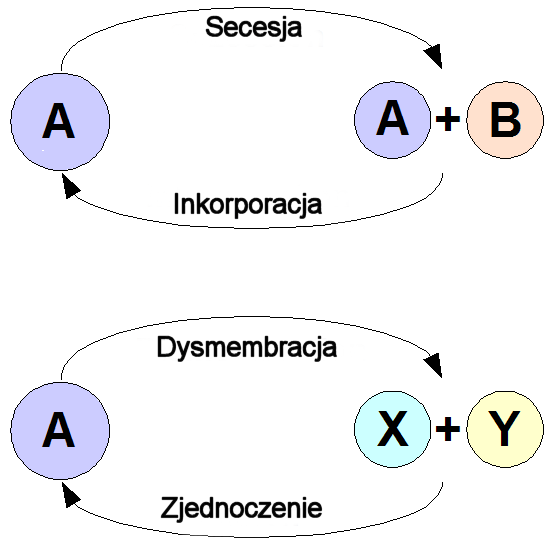
Secesja w porównaniu do dysmembracji

Secesja (łac. secessio „oddzielenie się”) – odłączenie się, zerwanie z czymś, wyodrębnienie się nowego państwa bez upadku dotychczasowego.
To pojęcie jest związane z prawem międzynarodowym publicznym.

## Historia
W znaczeniu historycznym, w starożytnym Rzymie (w V–III w. p.n.e.) – wielokrotne opuszczanie Rzymu przez plebejuszy jako demonstracja przeciwko patrycjuszom.
W latach 1860–1861 w Stanach Zjednoczonych doszło do wystąpienia 11 stanów południowych, które utworzyły Skonfederowane Stany Ameryki. Doprowadziło to do wojny secesyjnej, która trwała w latach od 1861 do 1865 roku.
W historii Polski w 1920 roku Litwa Środkowa dokonała secesji z Litwy, by w 1922 roku  Sejm Wileński włączył Wileńszczyznę do II Rzeczypospolitej.
W 2006 roku secesji od Serbii po referendum niepodległościowym dokonała Czarnogóra. W 2008 roku secesję ogłosiło Kosowo wsparte przez państwa zachodnie, decyzji nie uznała Serbia i część państw, m.in. Rosja.